# اوسامو تاکیزاوا
اوسامو تاکیزاوا (به ژاپنی: 滝沢 修 Takizawa Osamu);(۱۳ نوامبر ۱۹۰۶ – ۲۲ ژوئن ۲۰۰۰) یک هنرپیشه اهل ژاپن بود.
از فیلم‌ها یا برنامه‌های تلویزیونی که وی در آن نقش داشته‌است می‌توان به کوایدان، آتش در دشت، ۴۷ رونین وفاداروزاتوایجی و یوجینبو اشاره کرد.